# Erster Lord der Admiralität
Der Erste Lord der Admiralität, oder offiziell das Amt des Ersten Lords der Admiralität, war der politische Leiter der englischen und später britischen Royal Navy. Er war der oberste Berater der Regierung in allen Marineangelegenheiten und verantwortlich für die Leitung und Kontrolle der Admiralität sowie für die allgemeine Verwaltung des Marinedienstes des Königreichs England und später des Vereinigten Königreichs, einschließlich der Royal Navy, der Royal Marines und anderer Dienste. Es war eines der frühesten bekannten ständigen Regierungsämter. Er war nicht nur das offizielle Verwaltungsorgan der Royal Navy, sondern gleichzeitig auch Präsident des Board of Commissioners for Exercising the Office of Lord High Admiral. Das Amt des Ersten Lords der Admiralität bestand von 1628 bis 1964, als die Admiralität, das Luftfahrtministerium, das Verteidigungsministerium und das Kriegsministerium zum neuen Verteidigungsministerium zusammengelegt wurden. Sein heutiges Äquivalent ist der britische Verteidigungsminister Secretary of State for Defence.

## Geschichte
1628 wurde mit Richard Weston, 1. Earl of Portland, der erste Lord der Admiralität, ernannt. Während des größten Teils des 17. und des frühen 18. Jahrhunderts erfolgte die Leitung der Admiralität nicht durchgängig durch eine Kommission, so dass die Liste der Ersten Lords der Admiralität Lücken aufweist.
Nach der Glorious Revolution wurde während der Regierungszeit von Wilhelm III. der Admiralty Act verabschiedet, mit dem den Kommissaren die Befugnisse übertragen wurden, die zuvor der Lord High Admiral von England innehatte. Dieser wurde ab diesem Zeitpunkt zu einem ständigen Kabinettsposten und entwickelte sich zu einem der Great Officers of State. Die Admiralitätskommission wurde 1701 aufgelöst, nach dem Tod des zum Lord High Admiral ernannten Georg von Dänemark 1709 wiedereingesetzt. Seitdem war das Amt mit Ausnahme von 1827 bis 1828, als der Herzog von Clarence Lord High Admiral war, ständig aktiv. Das Board of the Admiralty bestand aus einer Reihe von "Lords Commissioners", die vom Ersten Lord geleitet wurden.
Seit Anfang des 19. Jahrhunderts wurde das Amt immer von einem Zivilisten bekleidet. Zuvor hatten auch Flaggoffiziere der Royal Navy dieses Amt inne. 1832 leitete der Erste Lord Sir James Graham Reformen ein und legte das Board of Admiralty und das Navy Board zusammen. Nach den Bestimmungen des Admiralty Act von 1832 konnten zwei Lords im Ausschuss jede Maßnahme des Board genehmigen.
Die Zuständigkeit und die Befugnisse des Ersten Lords der Admiralität wurden durch Kabinettsorder vom 14. Januar 1869 festgelegt und die Verordnung vom 19. März 1872 machte den Ersten Lord gegenüber dem Souverän und dem Parlament für alle Geschäfte der Admiralität verantwortlich. 1946 wurden die drei Ämter des Kriegsministers, des Ersten Lords der Admiralität und des Secretary of State for Air formell dem Amt des Verteidigungsministers untergeordnet, das 1940 zur Koordinierung von Verteidigungs- und Sicherheitsfragen geschaffen worden war. 1964 wurde das Amt des Ersten Lords der Admiralität abgeschafft und die Funktionen der See Lords wurden auf das Admiralty Board übertragen, das Teil des dienststellenübergreifenden Defence Council of the United Kingdom ist.

### England (1628–1701)
|  | Name                                        | Amtszeit  | König/Königin            |
|  | ------------------------------------------- | --------- | ------------------------ |
|  | Richard Weston, 1. Earl of Portland         | 1628–1635 | Karl I. (1603–1649)      |
|  | Robert Bertie, 1. Earl of Lindsey           | 1635–1636 | Karl I. (1603–1649)      |
|  | William Juxon                               | 1636–1638 | Karl I. (1603–1649)      |
|  | Algernon Percy, 10. Earl of Northumberland  | 1642–1643 | Karl I. (1603–1649)      |
|  | Francis Cottington, 1. Baron Cottington     | 1643–1646 | Karl I. (1603–1649)      |
|  | Henry Capell, 1. Baron Capell of Tewkesbury | 1679–1681 | Karl II. (1685–1688)     |
|  | Daniel Finch, 2. Earl of Nottingham         | 1681–1684 | Karl II. (1685–1688)     |
|  | Arthur Herbert, 1. Earl of Torrington       | 1689–1690 | Wilhelm III. (1689–1702) |
|  | Thomas Herbert, 8. Earl of Pembroke         | 1690–1692 | Wilhelm III. (1689–1702) |
|  | Charles Cornwallis 3. Baron Cornwallis      | 1692–1693 | Wilhelm III. (1689–1702) |
|  | Anthony Cary, 5. Viscount Falkland          | 1693–1694 | Wilhelm III. (1689–1702) |
|  | Edward Russell, 1. Earl of Orford           | 1694–1699 | Wilhelm III. (1689–1702) |
|  | John Egerton, 3. Earl of Bridgewater        | 1699–1701 | Wilhelm III. (1689–1702) |
|  | Thomas Herbert, 8. Earl of Pembroke         | 1701–1702 | Wilhelm III. (1689–1702) |

### Großbritannien (1709–1801)
|  | Name                                     | Amtszeit  | König/Königin         |
|  | Edward Russell, 1. Earl of Orford        | 1709–1710 | Anne (1702–1714)      |
|  | John Leake                               | 1710–1712 | Anne (1702–1714)      |
|  | Thomas Wentworth, 1. Earl of Strafford   | 1712–1714 | Anne (1702–1714)      |
|  | Edward Russell, 1. Earl of Orford        | 1714–1716 | Georg I. (1714–1727)  |
|  | James Berkeley, 3. Earl of Berkeley      | 1717–1727 | Georg I. (1714–1727)  |
|  | George Byng, 1. Viscount Torrington      | 1727–1733 | Georg II. (1727–1760) |
|  | Charles Wager                            | 1733–1741 | Georg II. (1727–1760) |
|  | Daniel Finch, 8. Earl of Winchilsea      | 1741–1744 | Georg II. (1727–1760) |
|  | John Russell, 4. Duke of Bedford         | 1744–1748 | Georg II. (1727–1760) |
|  | John Montagu, 4. Earl of Sandwich        | 1748–1751 | Georg II. (1727–1760) |
|  | George Anson, 1. Baron Anson             | 1751–1756 | Georg II. (1727–1760) |
|  | Richard Grenville-Temple, 2. Earl Temple | 1756–1757 | Georg II. (1727–1760) |
|  | Daniel Finch, 8. Earl of Winchilsea      | 1757      | Georg II. (1727–1760) |
|  | George Anson, 1. Baron Anson             | 1757–1762 | Georg II. (1727–1760) |
|  | George Montague-Dunk, 2. Earl of Halifax | 1762      | Georg III.            |
|  | George Grenville                         | 1762–1763 | Georg III.            |
|  | John Montagu, 4. Earl of Sandwich        | 1763      | Georg III.            |
|  | John Perceval, 2. Earl of Egmont         | 1763–1766 | Georg III.            |
|  | Charles Saunders                         | 1766      | Georg III.            |
|  | Edward Hawke 1. Baron Hawke              | 1766–1771 | Georg III.            |
|  | John Montagu, 4. Earl of Sandwich        | 1771–1782 | Georg III.            |
|  | Augustus Keppel, 1. Viscount Keppel      | 1782–1783 | Georg III.            |
|  | Richard Howe, 1. Earl Howe               | 1783      | Georg III.            |
|  | Augustus Keppel, 1. Viscount Keppel      | 1783      | Georg III.            |
|  | Richard Howe, 1. Earl Howe               | 1783–1788 | Georg III.            |
|  | John Pitt, 2. Earl of Chatham            | 1788–1794 | Georg III.            |
|  | George Spencer, 2. Earl Spencer          | 1794–1801 | Georg III.            |

### (1801–1900)
|  | Name                                                            | Amtszeit  | König/Königin           |
|  | John Jervis, 1. Earl of St Vincent                              | 1801–1804 | Georg III.              |
|  | Henry Dundas, 1. Viscount Melville                              | 1804–1805 | Georg III.              |
|  | Charles Middleton, 1. Baron Barham                              | 1805–1806 | Georg III.              |
|  | Charles Grey, 2. Earl Grey                                      | 1806      | Georg III.              |
|  | Thomas Grenville                                                | 1806–1807 | Georg III.              |
|  | Henry Phipps, 1. Earl of Mulgrave                               | 1807–1810 | Georg III.              |
|  | Charles Philip Yorke                                            | 1810–1812 | Georg III.              |
|  | Robert Dundas, 2. Viscount Melville                             | 1812–1827 | Georg III.              |
|  | William Henry, Duke of Clarence and St Andrews, Earl of Munster | 1827–1828 | Georg IV. (1820–1830)   |
|  | Robert Dundas, 2. Viscount Melville                             | 1828–1830 | Georg IV. (1820–1830)   |
|  | Sir James Graham, 2. Baronet                                    | 1830–1834 | Wilhelm IV. (1830–1837) |
|  | George Eden, 1. Earl of Auckland                                | 1834      | Wilhelm IV. (1830–1837) |
|  | Thomas Robinson, 2. Earl de Grey                                | 1834–1835 | Wilhelm IV. (1830–1837) |
|  | George Eden, 1. Earl of Auckland                                | 1835      | Wilhelm IV. (1830–1837) |
|  | Gilbert Elliot-Murray-Kynynmound, 2. Earl of Minto              | 1835–1841 | Wilhelm IV. (1830–1837) |
|  | Thomas Hamilton, 9. Earl of Haddington                          | 1841–1846 | Victoria (1837–1901)    |
|  | Edward Law, 1. Earl of Ellenborough                             | 1846      | Victoria (1837–1901)    |
|  | George Eden, 1. Earl of Auckland                                | 1846–1849 | Victoria (1837–1901)    |
|  | Francis Baring, 1. Baron Northbrook                             | 1849–1852 | Victoria (1837–1901)    |
|  | Algernon Percy, 4. Duke of Northumberland                       | 1852      | Victoria (1837–1901)    |
|  | Sir James Graham, 2. Baronet                                    | 1852–1855 | Victoria (1837–1901)    |
|  | Charles Wood, 1. Viscount Halifax                               | 1855–1858 | Victoria (1837–1901)    |
|  | John Pakington, 1. Baron Hampton                                | 1858–1859 | Victoria (1837–1901)    |
|  | Edward St. Maur, 12. Duke of Somerset                           | 1859–1866 | Victoria (1837–1901)    |
|  | John Pakington, 1. Baron Hampton                                | 1866–1867 | Victoria (1837–1901)    |
|  | Henry Lowry-Corry                                               | 1867–1868 | Victoria (1837–1901)    |
|  | Hugh Childers                                                   | 1868–1871 | Victoria (1837–1901)    |
|  | George Goschen, 1. Viscount Goschen                             | 1871–1874 | Victoria (1837–1901)    |
|  | George Ward Hunt                                                | 1874–1877 | Victoria (1837–1901)    |
|  | William Henry Smith                                             | 1877–1880 | Victoria (1837–1901)    |
|  | Thomas Baring, 1. Earl of Northbrook                            | 1880–1885 | Victoria (1837–1901)    |
|  | George Hamilton                                                 | 1885–1886 | Victoria (1837–1901)    |
|  | George Robinson 1. Marquess of Ripon                            | 1886      | Victoria (1837–1901)    |
|  | George Hamilton                                                 | 1886–1892 | Victoria (1837–1901)    |
|  | John Spencer, 5. Earl Spencer                                   | 1892–1895 | Victoria (1837–1901)    |
|  | George Goschen, 1. Viscount Goschen                             | 1895–1900 | Victoria (1837–1901)    |

### (1900–1964)
|  | Name                                               | Amtszeit  | König/Königin             |
|  | -------------------------------------------------- | --------- | ------------------------- |
|  | William Palmer, 2. Earl of Selborne                | 1900–1905 | Eduard VII. (1901–1910)   |
|  | Frederick Campbell, 3. Earl Cawdor                 | 1905      | Eduard VII. (1901–1910)   |
|  | Edward Marjoribanks, 2. Baron Tweedmouth           | 1905–1908 | Eduard VII. (1901–1910)   |
|  | Reginald McKenna                                   | 1908–1911 | Georg V. (1910–1936)      |
|  | Winston Churchill                                  | 1911–1915 | Georg V. (1910–1936)      |
|  | Arthur Balfour                                     | 1915–1916 | Georg V. (1910–1936)      |
|  | Edward Carson                                      | 1916–1917 | Georg V. (1910–1936)      |
|  | Eric Geddes                                        | 1917–1919 | Georg V. (1910–1936)      |
|  | Walter Long, 1. Viscount Long                      | 1919–1921 | Georg V. (1910–1936)      |
|  | Arthur Lee, 1. Viscount Lee of Fareham             | 1921–1922 | Georg V. (1910–1936)      |
|  | Leo Amery                                          | 1922–1924 | Georg V. (1910–1936)      |
|  | Frederic Thesiger, 1. Viscount Chelmsford          | 1924      | Georg V. (1910–1936)      |
|  | William Bridgeman, 1. Viscount Bridgeman           | 1924–1929 | Georg V. (1910–1936)      |
|  | A. V. Alexander, 1. Earl Alexander of Hillsborough | 1929–1931 | Georg V. (1910–1936)      |
|  | Austen Chamberlain                                 | 1931      | Georg V. (1910–1936)      |
|  | Bolton Eyres-Monsell, 1. Viscount Monsell          | 1931–1936 | Georg V. (1910–1936)      |
|  | Samuel Hoare, 1. Viscount Templewood               | 1936–1937 | Eduard VIII. (1936)       |
|  | Duff Cooper, 1. Viscount Norwich                   | 1937–1938 | Georg VI. (1936–1952)     |
|  | James Stanhope, 7. Earl Stanhope                   | 1938–1939 | Georg VI. (1936–1952)     |
|  | Winston Churchill                                  | 1939–1940 | Georg VI. (1936–1952)     |
|  | A. V. Alexander, 1. Earl Alexander of Hillsborough | 1940–1945 | Georg VI. (1936–1952)     |
|  | Brendan Bracken, 1. Viscount Bracken               | 1945      | Georg VI. (1936–1952)     |
|  | A. V. Alexander, 1. Earl Alexander of Hillsborough | 1945–1946 | Georg VI. (1936–1952)     |
|  | George Hall, 1. Viscount Hall                      | 1946–1951 | Georg VI. (1936–1952)     |
|  | Frank Pakenham, 7. Earl of Longford                | 1951      | Georg VI. (1936–1952)     |
|  | James Thomas, 1. Viscount Cilcennin                | 1951–1956 | Georg VI. (1936–1952)     |
|  | Quintin Hogg, Baron Hailsham of St Marylebone      | 1956–1957 | Elisabeth II. (1952–2022) |
|  | George Douglas-Hamilton, 10. Earl of Selkirk       | 1957–1959 | Elisabeth II. (1952–2022) |
|  | Peter Carington, 6. Baron Carrington               | 1959–1963 | Elisabeth II. (1952–2022) |
|  | George Jellicoe, 2. Earl Jellicoe                  | 1963–1964 | Elisabeth II. (1952–2022) |